# Samuel Kleda
Samuel Kleda, né en 1959 à Golompwi (Cameroun), est un prêtre catholique camerounais. Évêque du diocèse de Batouri en 2001; il est nommé archevêque de Douala en 2009.

## Biographie

### Jeunesse et formation
Samuel Kleda est né en 1959 à Golompwi au Cameroun. Il suit des études secondaires au collège Mazenod à Ngaoundéré, puis il commence sa formation sacerdotale au Grand Séminaire de Nkolbisson à Yaoundé.
Il fait ses études de théologie au Collège urbain de Rome et est ordonné prêtre en 1986 à Golompwy.

### Épiscopat
De 2001 à 2007, il est évêque de Batouri.
Le 17 novembre 2009, il devient archevêque de Douala.
Le 9 septembre 2014, il est nommé président de la conférence épiscopale des évêques du Cameroun, par le pape François, lors de la troisième assemblée générale extraordinaire du synode des évêques sur la famille.

## Prises de position
En août 2021, Samuel Kleda dénonce ce qu'il appelle la "dépravation des mœurs" soit la « mise en ligne des personnes malades ou décédées sans aucun respect de leur dignité ; la mise en ligne de la vie intime des personnes ; la création en ligne des groupes libertins ; la promotion en ligne du proxénétisme ; l’extériorisation à outrance de la vie intime des personnes ; la création en ligne des réseaux sexuels mercantiles ; l’initiation des jeunes aux mœurs perverses à travers les séries télévisées ; la prostitution; l’esclavage et l’exploitation sexuels ; la pornographie ; l’inceste ; la pédophilie ; les pratiques sexuelles contre nature (homosexualité) ; les crimes rituels ; le trafic des organes et des ossements humains… »,.
En 2022, il dénonce la corruption et la mauvaise gouvernance.